# Slavsk
Slavks (en ruso: Славск), conocida de manera oficial hasta 1946 como Heinrichswalde (en alemán: Heinrichswalde; en lituano: Gastos, en polaco: Jędrzychowo), es una pequeña ciudad en la orilla del río Angrapa, que forma parte y es el centro administrativo del distrito de Slavsk en el óblast de Kaliningrado, Rusia.  La población de la ciudad es de 4.614 según el censo de 2010.

## Toponimia
El nombre actual Slavsk deriva de la palabra rusa Slava (gloria), traducida literalmente como ciudad gloriosa. El nombre en alemán del lugar, Heinrichswalde, está ligado a uno de sus primeros propietarios, Heinrich Ehrentreich von Halle.

## Geografía
Slavsk está ubicado en la región histórica de Prusia Oriental, a 15 km al suroeste de Sovietsk y en la frontera con Lituania. El lugar es el centro de la región de Elchniederung, una región pantanosa en la laguna de Curlandia.

## Historia
La ciudad se estableció en 1292. Desde 1466 hasta 1657 fue un feudo del reino de Polonia. El lugar es conocido desde 1292. En 1657 Heinrich Ehrentreich von Halle lo recibió de Federico Guillermo I de Brandeburgo. La mansión, no lejos de la iglesia construida en 1686, se convirtió en dominio en 1738 y luego fue privatizada nuevamente. En 1785, Heinrichswalde se describe como un pueblo con una iglesia, un molino de viento y 57 hogares.
En 1818, Heinrichswalde se convirtió en el centro administrativo con la sede de distrito del recién fundado distrito prusiano Niederung (Elchniederung desde 1938) en el distrito de Gumbinnen. En 1871 pasó a formar parte del Imperio alemán y en 1891 tuvo lugar la conexión a la línea ferroviaria Tilsit-Königsberg, lo que contribuyó al auge económico de la ciudad comercial. Así floreció la ganadería lechera con la cría de ganado, las queserías y la producción de queso Tilsit. Posteriormente se descubrieron manantiales salados y sulfurosos, y se creó un "baño salado y sulfuroso de sol y tumbonas". Según datos alemanes, 16.000 lituanos prusianos vivían en el distrito en 1890 (29% de la población). A principios del siglo XX, Heinrichswalde era la ciudad principal del distrito de Niederung. En estos años contó con una iglesia luterana, un juzgado de distrito y una fábrica de cemento y fue frecuentado como balneario climático por los bosques de coníferas cercanos. A Heinrichswalde se le permitió llamarse a sí mismo balneario climático y ciudad jardín. En 1939 se inició la elevación del estatus al de ciudad, pero esto fue impedido por el estallido de la guerra. 
En 1945, Heinrichswalde pertenecía al distrito de Elchniederung en el distrito de Gumbinnen de la provincia de Prusia Oriental.
Durante la Segunda Guerra Mundial, Heinrichswalde y el distrito de Elchniederung fueron evacuados en octubre de 1944 antes de que se acercara el Ejército Rojo, inicialmente solo hasta el distrito de Heiligenbeil. El 20 de enero de 1945 las tropas soviéticas la ocuparon, los sistemas de drenaje fueron devastados y la tierra circundante se inundó. El último terrateniente de la familia Bierfreund murió en 1945 mientras intentaba escapar. Después del final de la guerra, las fuerzas soviéticas colocaron a Heinrichswalde bajo la administración soviética en el verano de 1945 junto con la mitad norte de Prusia Oriental y lo asignaron al óblast de Kaliningrado. En 1946 el pueblo recibió los derechos de ciudad junto con su nombre actual, Slavsk.

## Demografía
En el pasado la mayoría de la población estaba compuesta por alemanes, pero tras el fin de la Segunda Guerra Mundial fueron expulsados a Alemania y se repobló con rusos. En Slavsk y especialmente en los alrededores, desde 1955 muchos lituanos, en su mayoría exiliados en Siberia (presos políticos a quienes las autoridades soviéticas prohibieron regresar a Lituania) se establecieron allí. En 1989 según el censo de población, unos 2.320 lituanos, alrededor del 33% de la población, vivían en el distrito de Slavsk.
| Gráfica de evolución de Slavsk entre 1816 y 2010 |
|                                                  |

## Economía
La ciudad tiene una pequeña presa hidroeléctrica Ozerskaya en el río Angrapa, creada en 1880 y reconstruida en 2000, que proporciona hasta el 40% del consumo de electricidad del parque de viviendas de la ciudad.

## Infraestructura

### Arquitectura y monumentos
La mayor parte del parque de viviendas es de construcción anterior a la guerra. La parte histórica de la ciudad está relativamente bien conservada. Slavsk tiene un pequeño museo germano-ruso exhibe recuerdos de antiguos residentes alemanes.
La iglesia de Heinrichswalde fue construida en estilo neogótico en 1867-1869 con una alta torre. El edificio anterior, también una iglesia luterana con entramado de madera, data de 1686-1694. Las tallas de la antigua iglesia se trasladaron a la nueva. Todo el interior de la iglesia fue destruido en 1945 y posteriormente, y el edificio en sí también estaba en mal estado. Después de 1990 se renovó con una considerable ayuda alemana y la iglesia fue tomada por la iglesia ortodoxa rusa en 2011. Sin embargo, en 2013 la dejaron en manos del centro de información turística de la ciudad. En 1995, la Iglesia ortodoxa rusa construyó su propia iglesia, así como también hay un edificio que funciona como iglesia católica.

### Transporte
Se puede llegar a ella a través de la A216 a través del cruce Novokoljoznoye y también de la R513. Además, las carreteras secundarias conectan la ciudad con Sovetsk y Gastellovo en los alrededores. La ciudad tiene una estación de ferrocarril en el ferrocarril Sovetsk-Kaliningrado desde 1891.

## Personas destacadas
- Ernst Siehr (1869-1945): abogado y político alemán que sirvió en el Reichstag imperial como diputado por el FVP y luego en el Reichstag de la República de Weimar por el DDP.
- Arthur Ewert (1890-1959): político comunista alemán y funcionario de la Internacional Comunista.
- Andrei Voronkov (1967): entrenador y exjugador de voleibol ruso.

## Galería

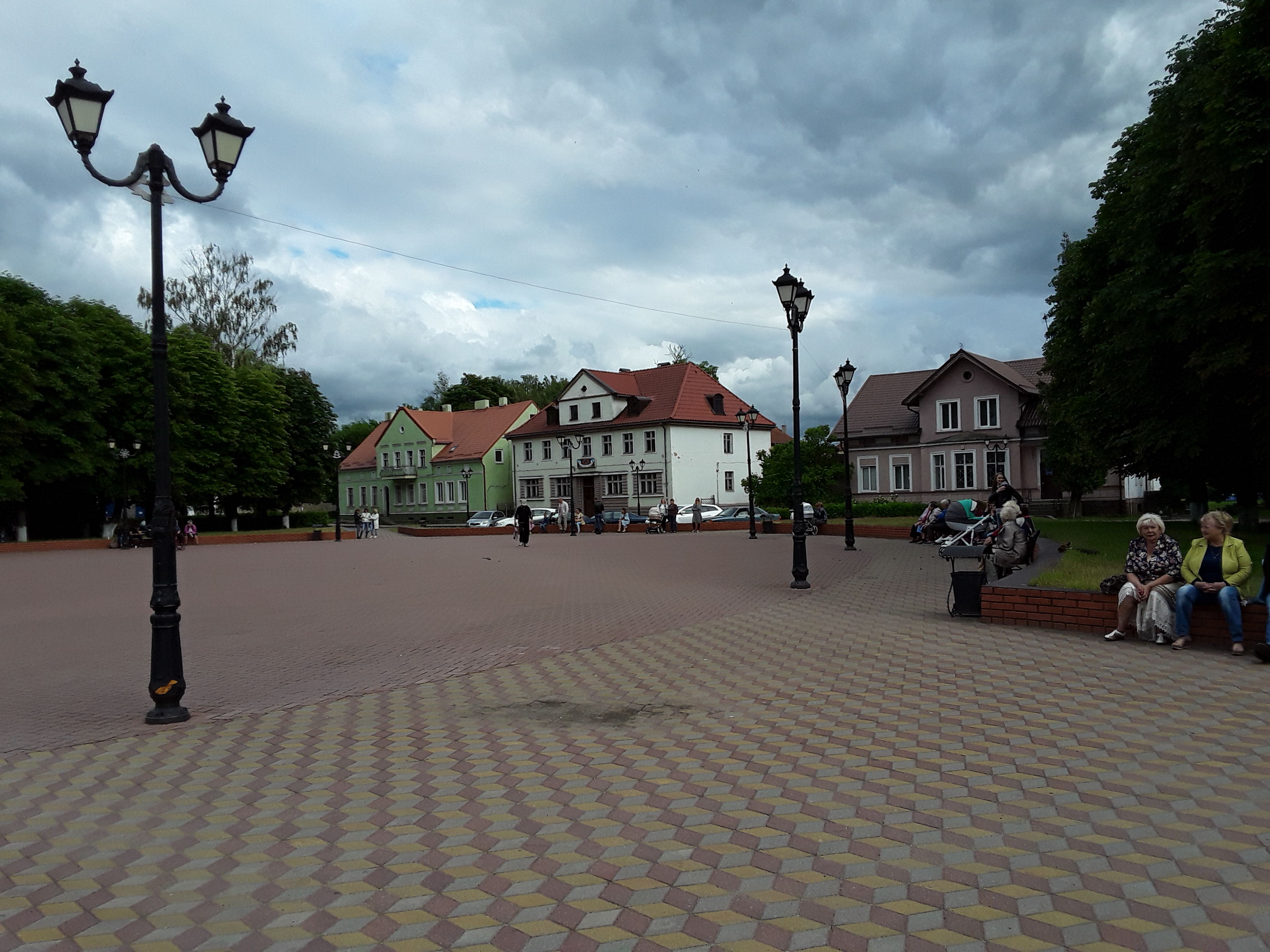
Antigua calle Friedrichstraße
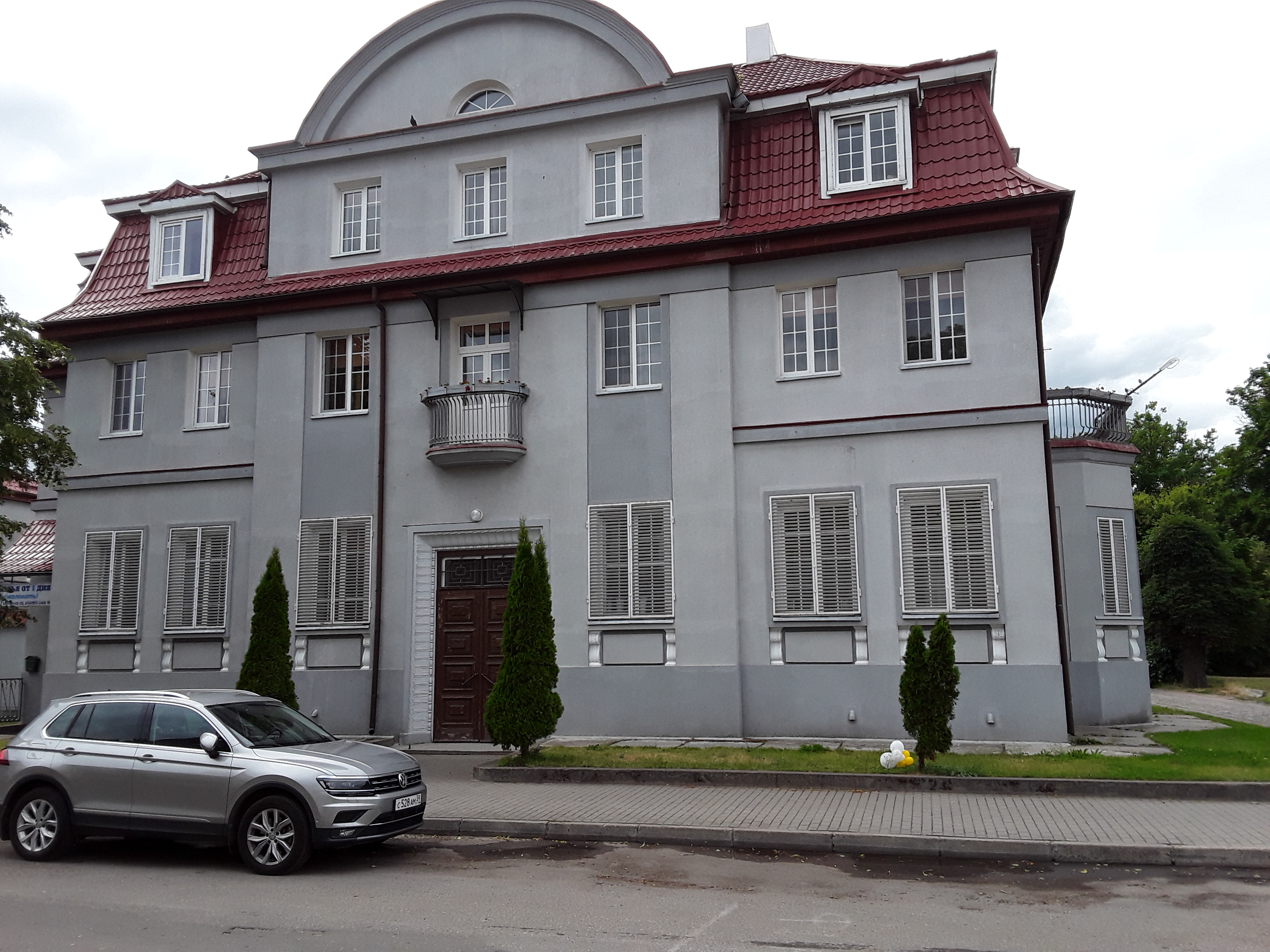
Antigua caja de ahorros de distrito

## Ciudades hermanadas
Slavsk están hermanadas con las siguientes ciudades:
- Ronneby, Suecia.